# Макгрегор, Том
Том Макгре́гор (англ. Tom McGregor) — шотландский кёрлингист.
В составе мужской сборной Шотландии участник двух чемпионатов мира (лучший результат — четвёртое место в 1973). Двукратный чемпион Шотландии среди мужчин. В составе мужской юниорской сборной Шотландии участник чемпионата мира 1977 (заняли седьмое место). Чемпион Шотландии среди юниоров.
Играл на позиции второго.

## Достижения
- Чемпионат Шотландии по кёрлингу среди мужчин: золото (1973, 1975).
- Чемпионат Шотландии по кёрлингу среди юниоров: золото (1977).

## Команды
| Сезон   | Четвёртый        | Третий           | Второй        | Первый       | Турниры                       |
| ------- | ---------------- | ---------------- | ------------- | ------------ | ----------------------------- |
| 1972—73 | Алекс Ф. Торранс | Алекс А. Торранс | Том Макгрегор | Уилли Керр   | ЧШМ 1973 · ЧМ 1973 (4 место)  |
| 1974—75 | Алекс Ф. Торранс | Алекс А. Торранс | Том Макгрегор | Уилли Керр   | ЧШМ 1975 · ЧМ 1975 (5 место)  |
| 1976—77 | Lockhart Steele  | Gavin Wiseman    | Том Макгрегор | Archie Craig | ЧШЮ 1977 · ЧМЮ 1977 (7 место) |

(скипы выделены полужирным шрифтом)